# Meioneta meridionalis
Meioneta meridionalis là một loài nhện trong họ Linyphiidae.
Loài này thuộc chi Meioneta. Meioneta meridionalis được miêu tả năm 1936 bởi Crosby & Bishop.